# RETScreen
|  | Denne artikel behøver tilrettelse af sprogstilen. Sproget i denne artikel er af uencyklopædisk karakter. Da Wikipedia er en åben encyklopædi, der skal kunne læses af alle, er det vigtigt at holde et naturligt og neutralt dansk (uden f.eks. indforståede fagudtryk og superlativer). Du kan hjælpe ved at forbedre teksten. |

RETScreen Clean Energy Management Software (normalt forkortet til RETScreen) er en programpakke der kan anvendes til identifikation, vurdering og optimering af de tekniske og økonomiske muligheder i potentielle projekter inden for bæredygtig energi og projekter inden for optimeret energiudnyttelse, samt til måling og verificering af et energianlægs nuværende præstationer såvel som identifikation af muligheder for energibesparelse/-produktionsmuligheder.
Programpakken er udviklet af den canadiske regering. RETScreen Expert blev fremhævet ved Clean Energy Ministerial afholdt i 2016 i San Francisco. Softwaren er tilgængelig på 36 sprog, herunder dansk.
RETScreen Expert er den aktuelle version af programmet, der blev udgivet til offentligt brug den 19. september 2016. "Visningsindstilling" i RETScreen Expert er gratis og giver adgang til alle programmets funktioner. Men i modsætning til tidligere versioner af RETScreen, er en "Professionel version" (hvormed brugeren kan gemme, udskrive m.m.) nu tilgængelig i form af et årligt abonnement.
RETScreen Suite, der omfatter RETScreen 4 og RETScreen Plus, er den tidligere version af RETScreen-programmet. RETScreen Suite har analysefunktioner til kraftvarmeproduktion og analyser uden for elforsyningsnettet.
I modsætning til RETScreen Suite er RETScreen Expert en enkelt integreret softwareplatform, der benytter detaljerede og omfattende standardmodeller til vurdering af projekter og har en funktion til porteføljeanalyse. RETScreen Expert integrerer en række databaser som støtte til brugeren, herunder en database med klimaforhold indhentet fra 6.700 jordstationer og satellitdata fra NASA, benchmarkdatabase, omkostningsdatabase, projektdatabase, hydrologisk database og produktdatabase. Programmet indeholder et omfattende integreret kursusmateriale, herunder en elekronisk tekstbog.

## Historik
Den første version af RETScreen blev udgivet den 30. april 1998. RETScreen Version 4 blev lanceret den 11. december 2007 på Bali, Indonesien af Canadas miljøminister. RETScreen Plus blev udgivet i 2011. RETScreen Suite (integrerer RETScreen 4 og RETScreen Plus med mange ekstra opgraderinger) blev udgivet i 2012. RETScreen Expert blev udgivet til offentlig brug den 19. september 2016.

## Programkrav
Programmet kræver Microsoft® Windows 7 SP1, Windows 8.1 eller Windows 10; og Microsoft® .NET Framework 4.7 eller nyere. Programmet kan køre på Apple Macintosh computere med Parallels eller VirtualBox for Mac.

## Partnere
RETScreen administreres under ledelse og med løbende økonomisk støtte fra CanmetENERGY Varennes Research Centre of Natural Resources Canada, et departement under den canadiske regering. Kerneteamet samarbejder med en række andre regeringer og multilaterale organisationer med teknisk støtte fra et stort netværk af eksperter fra erhvervs-, regerings- og akademiske kredse. Hovedpartnerne omfatter NASA's Langley Research Center, Renewable Energy and Energy Efficiency Partnership (REEEP), Ontario's Independent Electricity System Operator (IESO), UNEP's Energy Unit of the Division of Technology, Industry and Economics, Global Environment Facility (GEF), World Bank's Prototype Carbon Fund, og York University's Sustainable Energy Initiative.

## Eksempler på anvendelse
I marts 2015 havde RETScreen mere end 435.000 brugere.
En uvildig virkningsundersøgelse fra 2001 vurderede, at anvendelsen af RETScreen-programmet i perioden 1996-2012 på verdensplan ville udvirke besparelser på 8 mia canadiske dollars, årlige reduktioner i drivhusgasudledning svarende til 20 megatons CO2, og en ren energiproduktion med en anlægsstørrelse på 24 GW.
RETScreen anvendes bredt som værktøj til formidling og implementering af projekter til indføring af ren energi. RETScreen er for eksempel blevet brugt til følgende opgaver:
- til at eftermontere Empire State Building med udstyr til bedre energiudnyttelse[22]
- på 3M Canadas produktionsanlæg[23]
- af den irske vindmøllebranche til omfattende analyser af potentielle nye projekter[24]
- til energiovervågning på hundreder af skoler i Ontario[25]
- af Manitoba Hydros kraftvarmeværkers program (optimering af bioenergi) til at screene projektapplikationer[26][27]
- til energistyring på universiteter og college-campusser[28]
- i en flerårig vurdering og evaluering af solcellers ydeevne i Toronto, Canada[29][30]
- til analyse af solfangervarme på installationer hos det amerikanske luftvåben[31]
- på kommunale anlæg og ejendomme, herunder identifikation af muligheder for at eftermontere energibesparende udstyr i forskellige kommuner i Ontario.[32][33]

RETScreen anvendes også som undervisningsredskab af mere end 1.100 universiteter og læreanstalter, og programmet citeres hyppigt i den akademiske litteratur.
Anvendelsen af RETScreen er anbefalet, og i nogen tilfælde påbudt, af myndigheder på alle niveauer over hele verden, herunder UNFCCC og EU, Canada, New Zealand og Storbritannien, samt talrige amerikanske og canadiske provinser/stater, byer og kommuner.

## Prisbelønninger og anerkendelser
I 2010 blev RETScreen International tildelt prisen Public Service Award of Excellence, der er den højeste pris, den canadiske regering kan tildele sine embedsmænd.
RETScreen- og RETScreen-teamet har været nomineret til og modtaget adskillige andre ansete priser, blandt andet Ernst & Young/Euromoney Global Renewable Energy Award, Energy Globe (National Award for Canada) og GTEC Distinction Award Medal.

## Omtaler
En anmeldelse fra International Energy Agency af vandkraftdelen i betaversionen af programmet beskrev den som "meget imponerende". Det European Environment Agency erklærer, at RETScreen er et "yderst nyttigt redskab." RETScreen er også blevet kaldt "et af de få programmer, og langt det bedste, til evaluering af økonomidelen i anlæg til bæredygtig energi" og "et redskab til styrkelse af ... markedets sammenhængskraft" inden for ren energi på verdensplan.